# Korath
Das Korath-Vulkangebiet ist eine Gruppe von etwa 20 Tuffkegeln in Südäthiopien am Turkanariss. Sie besitzen jeweils Lavaflüsse, die bis zu 5 Kilometer weit geflossen sind. Die jüngsten Flüsse entsprangen einem zentral gelegenen Krater und ergossen sich durch einen Bruch im Rand dieses Kraters. Das genaue Alter ist unbekannt, wurde aber mittels der Radiokarbonmethode auf minimal 7900 Jahre begrenzt. Es wird vermutet, dass die Lava zwischen 30.000 und 7900 Jahre alt ist.